# Kletba měsíčního údolí
Kletba měsíčního údolí (francouzsky Le Secret de Moonarce) je francouzský film ze studia Lionsgate, Warner Bros a Forgan – Smith Entertainment z roku 2008.

## Děj
Když malé Marii zemře otec, zůstane samotná a opuštěná. Spolu ze svou vychovatelkou musí opustit blahobyt centra Londýna a začít svůj život na vesnici u divného strýce Benjamina, který ani sám neví, že malá Marie existuje. Po příchodu na jeho nádherný statek objeví magický svět údolí, kde je měsíc větší než kdekoliv na světě. Potkává nepřátele, kteří ji unesou a uvězní na svém temném zámku.